# Penny Park
Penny Park, née à Montréal, Québec, est une journaliste canadienne spécialiste de la communication scientifique habitant à Toronto, Ontario. Elle est la directrice exécutive et la fondatrice du Centre canadien science et médias, une organisation à but non lucratif établie pour informer le débat public en associant rigueur scientifique et accessibilité. Elle a obtenu un B.A. en linguistique de l'Université du Nouveau-Brunswick et un B.Sc. en biologie de l'Université de Guelph.
L’Université de la Vallée de Fraser lui a accordé un doctorat honorifique, D.Litt., en 2013.
Penny Park est une productrice expérimentée des programmes de radio et télévision. Pendant de longues années elle a travaillé sur le programme “Quirks and Quarks”, l’émission radiophonique scientifique phare de la Canada Broadcasting Corporation (CBC) et a contribué au développement du programme de télévision quotidien ”Daily Planet” sur Discovery Channel Canada. Elle a participé également à la rédaction des annuaires sur les questions environnementales émergentes du Programme des Nations unies pour l'environnement (PNUE).
En 2014, Penny Park a reçu la médaille Sandford Fleming, distinction du Royal Canadian Institute, décernée en raison de son engagement pour promouvoir l’excellence et l’innovation dans les médias scientifiques canadiens.